# Ewan MacColl
Ewan MacColl (* 25. Januar 1915 in Salford bei Manchester; † 22. Oktober 1989 in London; eigentlich James Henry Miller) war ein britischer Autor, Dichter, Schauspieler, Folksänger und Schallplattenproduzent mit schottischen Wurzeln.
Seine Tochter aus zweiter Ehe ist Kirsty MacColl, die ihm in einer musikalischen Karriere folgte, wenngleich ihre Musik weniger traditionell war.

## Leben
Er wurde als James Miller als Sohn schottischer Eltern in Salford (Lancashire) geboren, wo er auch aufwuchs. Später änderte er seinen Namen nach einem von ihm bewunderten schottischen Dichter in Ewan MacColl. Er spielte eine wichtige Rolle in der schottischen Arbeiterbewegung der 1930er-Jahre. Mit seiner späteren Ehefrau Joan Littlewood gründete er den „Theatre Workshop“ und zog nach London, wo er eine Karriere als Schauspieler und Dramatiker begann. Seine lange Verbindung mit Topic Records begann 1950, als er dort seine Single The Asphalter’s Song veröffentlichte.
MacColls Vorliebe galt der Folkmusik, er sammelte traditionelle Volkslieder und nahm über die Jahre an die hundert Schallplatten auf, viele zusammen mit dem englischen Folksänger A. L. Lloyd. Die beiden veröffentlichten eine Serie von acht Alben mit der Liedersammlung von Francis James Child. Viele dieser Lieder finden sich auch auf ihren anderen Platten.
1956 verursachte MacColl einen Skandal, als er seine damalige zweite Frau Jean Newlove wegen Peggy Seeger verließ. Für sie schrieb er The First Time Ever I Saw Your Face. Das Lied wurde in der Interpretation von Roberta Flack im Jahr 1972 ein Hit, sowohl MacColl als auch Flack wurden für das Lied mit Grammy Awards ausgezeichnet.
Ein anderes bekanntes Stück von ihm ist das Lied Dirty Old Town, mit dem er seinen Heimatort Salford in Lancashire besang. Bekannt wurde das Lied unter anderem in den Interpretationen von The Dubliners, von Rod Stewart und von The Pogues.
Zusammen mit Peggy Seeger und Charles Parker entwickelte MacColl die „Radio-Ballade“, eine Art dokumentarisches Hörspiel bzw. Feature, das vier Elemente vereinte: Lieder, Instrumentalmusik, Geräuscheffekte und vor allem die aufgezeichneten Originalstimmen der Arbeiter oder Fischer, die Gegenstand der Dokumentation waren. Sie nahmen acht dieser Radio-Balladen auf, die in der BBC zwischen 1957 und 1964 gesendet wurden.
MacColl trat der Kommunistischen Partei Großbritanniens bei, verließ sie jedoch später wieder, da sie seiner Ansicht nach nicht kommunistisch genug war.
Seeger und MacColl nahmen viele Platten mit politisch orientierten Liedern auf. MacColl selbst hat über 300 Lieder geschrieben, die etwa von Planxty, The Dubliners, The Clancy Brothers, Elvis Presley und Johnny Cash gesungen wurden. 2001 wurde das Essential Ewan MacColl Songbook veröffentlicht, mit Texten und Noten von 200 seiner Lieder.

## Werke
- Unternehmen Ölzweig (Komödie), eine moderne Bearbeitung der Lysistrata des Aristophanes.[2]
- Rummelplatz (Uraufführung 1961 im Maxim-Gorki-Theater Berlin)[3]

## Diskografie
Im Laufe seiner fast 50-jährigen Karriere erschienen mehr als 150 Tonträger von und mit Ewan McColl. Im Folgenden sind die Alben sortiert nach Erscheinungsjahr und dem Nachnamen des kollaborierenden Künstlers.

### Alben

#### Solo
- 1955: The Singing Sailor (Topic Records)
- 1956: Scots Drinking Songs (Riverside Records)
- 1956: Scots Street Songs (Riverside Records)
- 1957: Shuttle and Cage (Topic Records)
- 1957: Bless 'Em All and other British Army Songs (1957)
- 1959: Songs of Robert Burns (Folkways Records)
- 1961: The English and Scottish Popular Ballads (Child Balalads) (Folkways Records)
- 1961: The English and Scottish Popular Ballads (Child Balalads) Vol. 2 (Folkways Records)
- 1961: Songs of Two Rebellions – The Jacobite Wars Of 1715 and 1745 in Scotland (Folkways Records)
- 1961: Ewan MacColl Sings British Industrial Ballads (Vanguard)
- 1962: Broadside Ballads (London: 1600–1700) (Folkways Records)
- 1962: Broadside Ballads (London: 1600–1700) – Female Frollicks & Politicke (Folkways Records)
- 1962: Songs from Robert Burns' Merry Muses Of Caledonia (Dionysus Recordings)
- 1962: Haul on the Bowlin’ (Stinson Records)
- 1963: British Industrial Songs (Stinson Records)
- 1964: The English and Scottish Popular Ballads  Vol. 3 (Folkways Records)
- 1972: Solo Flight (Argo)
- 1991: The Jacobite Rebellions (Songs of the Jacobite Wars of 1715 And 1745) (Topic Records)

#### MitDominic Behan
- 1959: Streets of Song (Topic Records)
- 1964:  The Singing Streets – Childhood Memories of Ireland and Scotland (Folkways Records)

#### MitWerner Bernhardy&Günter Hauk
- 1964: Unternehmen Ölzweig (nach der "Lysistrata" des Aristophanes von Ewan MacColl) (Litera)

#### Mit Isla Cameron
- 1958: Still I Love Him (Traditional Love Songs) (Topic Records)
- 1959:  English and Scottish Love Songs (Riverside Records)

#### Mit A.L. Lloyd
- 1956: The English and Scottish Popular Ballads (The Child Ballads) Volume I (Riverside Records)
- 1956: The English and Scottish Popular Ballads (The Child Ballads) Volume II (Riverside Records)
- 1956: The English and Scottish Popular Ballads (The Child Ballads) Volume III (Riverside Records)
- 1956: Great British Ballads (Not Included in The Child Collection) (Riverside Records)
- 1956: The English and Scottish Popular Ballads (The Child Ballads) Volume IV (Washington Records)
- 1957: Thar She Blows! Whaling Ballads and Songs (Riverside Records)
- 1957: Convicts and Currency Lads (Wattle Recordings)
- 1957: Singing Sailors (Wattle Recordings)
- 1958: Champions and Sporting Blades (Riverside Records)
- 1958: Bold Sportsmen All (Topic Records)
- 1958: Blow Boys Blow (Songs of the Sea) (Tradition Records)
- 1958: Off to Sea Once More Vol. II (Stinson Records)
- 1962: A Sailor’s Garland (Prestige International)
- 1962: The English and Scottish Popular Ballads (The Child Ballads) Volume 5 (Washington Records)
- 1962: The English and Scottish Popular Ballads (The Child Ballads) Volume 6 (Washington Records)
- 1962: The English and Scottish Popular Ballads (The Child Ballads) Volume 7 (Washington Records)
- 1962: The English and Scottish Popular Ballads (The Child Ballads) Volume 8 (Washington Records)
- 1964: English and Scottish Folk Ballads (Topic Records)

#### Mit A.L. Lloyd &Harry H. Corbett
- 1955: The Singing Sailor (Topic Records)

#### Mit A.L. Lloyd & Alf Edwards
- 1957: Row Bullies Row (Topic Records)
- 1957: The Blackball Line (Topic Records)
- 1957: Shanties & Fo'c'sle Songs (Wattle Recordings)

#### Mit A.L. Lloyd &Peggy Seeger
- 1962: Musical Score from the Film: Whaler Out of New Bedford. Based on the Original Panorama of Whaling Voyage Round the World and Other Songs of the Whaling Era (Folkways Records)

#### Mit Betsy Miller
- 1961: A Garland of Scots Folksong (Folk Lyric)

#### Mit Charles Parker
- 1967: The Big Hewer – A Radio Ballad (Argo)

#### Mit Peggy Seeger
- 1956: Bad Lads and Hard Cases – British Ballads of Crime and Criminals (Riverside Records)
- 1957: Matching Songs of the British Isles and America (Riverside Records)
- 1958: Second Shift (Topic Records)
- 1959: Classic Scots Ballads (Tradition Records)
- 1960: Chorus from the Gallows (Topic Records)
- 1960: Popular Scottish Songs (Folkways Records)
- 1960: The New Britton Gazette (Folkways Records)
- 1961: Two-Way Trip (Folkways Records)
- 1962: A Lover’s Garland (Prestige International)
- 1962: The New Britton Gazette Vol. 2 (Folkways Records)
- 1964: Traditional Songs and Ballads (Folkways Records)
- 1964: Steam Whistle Ballads (Topic Records)
- 1966:  The Manchester Angel – Traditional English Songs (Topic Records)
- 1967: The Long Harvest (Record One) (Argo)
- 1967: The Long Harvest (Record Two) (Argo)
- 1967: The Long Harvest (Record Three) (Argo)
- 1967: The Long Harvest (Record Four) (Argo)
- 1967: The Long Harvest (Record Five) (Argo)
- 1968: The Angry Muse (Argo)
- 1968: The Wanton Muse (Argo)
- 1968: The Amorous Muse (Argo)
- 1968: The Long Harvest (Record Six) (Argo)
- 1968: The Long Harvest (Record Seven) (Argo)
- 1968: The Long Harvest (Record Eight) (Argo)
- 1968: The Long Harvest (Record Nine) (Argo)
- 1968: The Long Harvest (Record Ten) (Argo)
- 1969: The Paper Stage (Some Broadside Ballad Versions of Plays by Elizabethan Dramatists) Vol. 1 (Argo)
- 1969: The Paper Stage (Some Broadside Ballad Versions of Plays by Elizabethan Dramatists) Vol. 2 (Argo)
- 1970: Living Folk (Albatros)
- 1973: Folkways Record of Contemporary Songs (Folkways Records)
- 1973: At the Present Moment (Rounder Records)
- 1976: No Tyme Lyke the Present (EMI)
- 1977: Saturday Night at The Bull & Mouth (Blackthorne Records)
- 1977: Cold Snap (Traditional & Contemporary Songs and Ballads) (Blackthorne Records)
- 1978: Hot Blast (Blackthorne Records)
- 1979: Blood & Roses Vol. 1 (Blackthorne Records)
- 1980: Kilroy Was Here (Blackthorne Records)
- 1981: Blood & Roses Vol. 2 (Blackthorne Records)
- 1982: Blood & Roses Vol. 3 (Blackthorne Records)
- 1983: Freeborn Man (Blackthorne Records)
- 1986: Items of News (Blackthorne Records)
- 1986:  Blood & Roses Vol. 4 (Blackthorne Records)
- 1986:  Blood & Roses Vol. 5 (Blackthorne Records)
- 1990: Naming of Names (Cooking Vinyl)
- 2002: Scottish Drinking and Pipe Songs (Music Digital)

#### Mit Peggy Seeger & Alf Edwards
- 1961: Bothy Ballads of Scotland (Folkways Records)

#### Mit Peggy Seeger &Burl Ives
- 1979: In Concert (BBC Transcription Services)

#### Mit Peggy Seeger & Jim MacGregor
- 1958: Barrack-Room Ballads (Topic Records)

#### Mit Peggy Seeger & Charles Parker
- 1958: The Ballad of John Axon (Argo)
- 1967: Singing the Fishing (A Radio Ballad) (Argo)
- 1967: The Fight Game (Argo)
- 1967:  The Ballad of John Axon / The Golden Note (BBC Transcription Service)
- 1969: The Travelling People (A Radio Ballad) (Argo)
- 1970:  On The Edge (A Radio Ballad) (Argo)
- 1999: Song of a Road – A Radio Ballad about the Building of the M1 Motorway (Topic Records)
- 2008: The Body Blow – A Radio Ballad about the Psychology of Pain (Topic Records)

#### Mit Peggy Seeger, Kitty MacColl, Calum MacColl & Neill MacColl
- 1958: From Where I Stand: Topical Songs From America And England (Folkways Records)

#### Mit Peggy Seeger & Harold Wildshaw
- 1958: Song of a Road / The Thousand-Horse Town (BBC Transcription Service)

### Kompilationen
- 1956: Ewan MacColl, Isla Cameron, The Topic Singers (Topic Records)
- 1961: The Best of Ewan McColl (Prestige International)
- 1970:  The World Of Ewan MacColl & Peggy Seeger (Argo)
- 1972:  The World Of Ewan MacColl & Peggy Seeger Vol. 2 (Songs from Radio Ballads) (Argo)
- 1986: Parsley, Sage, and Politics: (The Lives and Music of Peggy Seeger and Ewan McColl) (Eigenproduktion)
- 1990: Black and White (The Definitive Ewan MacColl Collection) (Cooking Vinyl)
- 1995: The Legend of Ewan MacColl (Nectar Masters)
- 1996: Ewan MacColl & Peggy Seeger – Folk On 2 (Cooking Vinyl)
- 1998: Antiquities (Snapper Music)
- 2003: The Definitive Collection (Highpoint Recordings)
- 2008: The Real MacColl (Topic Records)
- 2009: Ballads (Topic Records)
- 2010: The Anthology (Topic Records)
- 2011: Essential Recordings (Primo)
- 2018: An Introduction to Ewan MacColl (Topic Records)

### Singles

#### Solo
- 1951: The Brewer Laddie / The Ballad of Stalin
- 1951: The Collier Laddie / Johnny Lad
- 1951: Van Dieman's Land / Lord Randall
- 1952: Sir Patrick Spens / Eppie Morrie
- 1954: Cosher Bailey's Engine / Johnny Todd
- 1954: Johnny of Breadisley / Henry Martin
- 1956: The Iron Horse / The Wark o' The Weavers
- 1957: Poor Paddy Works On The Railway / The Factory Girl
- 1957: The Coal Owner and The Pitman's Wife / Cosher Bailey's Engine

#### Mit A.L. Lloyd
- 1957: Convicts and Currency Lads
- 1962: Gamblers and Sporting Blades
- 1963: Blow the Man Down (mit Harry H. Corbett)
- 1963: A Hundred Years Ago
- 1963: The Coast of Peru

#### Mit Peggy Seeger
- 1957: Jim Jones At Botany Bay / Black Velvet Band (mit John Cole)
- 1973: The Wounded Night
- 1977: Parlimentary Polka
- 1977:  My Son / The Housewife's Alphabet